# Astro Warrior
Astro Warrior (яп. アストロウォーリアー, с англ. — «Звёздный Воин», в Южной Америке — Sapo Xule: S.O.S. Lagoa Poluida) — видеоигра жанра Shoot 'em up, разработанная компанией Sega эксклюзивно для игровой приставки Sega Master System. В 1986 году Sega выпустила игру для японского и североамериканского рынков, а в 1988 — для европейского. В 1995 году компания Tec Toy выпустила игру в слегка изменённом виде в Южной Америке. Была выпущена как отдельным картриджем, так и на картридже с игрой Hang-On и на картридже с игрой Pit Pot.

## Сюжет и геймплей
Сюжета в игре как такового нет, что в общем-то достаточно типично для аркадных игр первого-третьего поколений. В аннотации к игре говорится лишь, что игроку предстоит сражение с космическим флотом неприятеля в зловещей чёрной галактике.
Astro Warrior представляет собой типичный Shoot 'em up с вертикальным скроллингом, наподобие компьютерных игр Alpha Mission, Zanac и TwinBee. Космический истребитель игрока передвигается снизу-вверх, уворачивается от врагов и вражеских выстрелов и стреляет в ответ.

Кадр из третьего уровня игры

В самом начале игры звездолёт игрока передвигается совсем медленно и стреляет простыми одиночными зарядами. Однако, существует возможность совершенствовать своё транспортное средство, для чего надо разрушить определённое количество вражеских сооружений и подобрать появившийся после этого бонусный объект. Бонусы в Astro Warrior существуют трёх типов: увеличивающие скорость корабля, улучшающие оружие и добавляющие к основному кораблю кораблики-спутники, повторяющие действия игрока и неуязвимые для врагов.
Всего игра состоит из трёх уровней: «Галактика» (англ. Galaxy Zone), «Астероиды» (англ. Asteroid Zone) и «Туманность» (англ. Nebula Zone). В конце каждого из них игроку предстоит встреча с боссом — особенно сильным противником, в ходе сражения с которым игровой экран замирает, в отличие от остальной части игрового процесса, где движение экрана происходит автоматически и безостановочно.
Конца, как такового, у Astro Warrior нет, после прохождения всех трёх уровней игра начинается с начала, но уже на большей сложности.

## Различия в версиях
Все версии Astro Warrior — на отдельном картридже, с игрой Hang-On и с игрой Pit Pot, имеют полностью схожий игровой процесс. Единственное отличие — версия игры на картридже с Hang-On заканчивается после троекратного прохождения всех уровней.

### Sapo Xule: S.O.S. Lagoa Poluida

Sapo Xule: S.O.S. Lagoa Poluida

В 1995 году бразильская компания Tec Toy (ныне — Tectoy) выпустила видоизменённый вариант игры для южноамериканского рынка под названием Sapo Xule: S.O.S. Lagoa Poluida. Действие игры было перенесено из космоса на болото, а главным героем стал лягушонок Sapo Xulé — герой бразильской детской книжки 1980-х годов. В целом, игра приобрела более детский, «мультяшный» вид, в частности, враги из оригинальной версии — космические корабли, ракеты и турели, были заменены на летающие башмаки, надкушенные яблоки, крутящиеся спички, консервные банки и т. п.
Сюжет Sapo Xule: S.O.S. Lagoa Poluida сводится к тому, что три злобных и алчных учёных решили построить на болоте центр по переработке отходов, который грозил разрушить окружающую природу. Живущие на болоте звери собрались вместе и, по совету мудрой черепахи Adão, построили специальную подводную лодку, оснащённую современным оружием. Так как лодка вмещала только одного пилота, звери выбрали лягушонка Sapo Xulé в качестве её командира. И теперь отважному Sapo Xulé предстоит расправиться со злодеями и спасти родное болото от мусора.

## Критика
В большинстве отзывах Astro Warrior получила не слишком высокие оценки. Критике часто подвергались низкое количество уровней, не проработанное управление и низкое разнообразие оружия. Рецензенты интернет-портала GameFAQs поставили игре оценки 7/10 и 5/10, коммерческая информационная база данных компьютерных игр для различных платформ — Allgame, оценила её в 3,5 звёздочки из 5, а испаноязычный журнал VideoGame за апрель 1991 года — в 3/5.

### Рецензии
- Англоязычный веб-сайт Video Game Critic в рецензии от 11 февраля 2001 года поставил Astro Warrior оценку «C» по шкале от F- до A+, назвав игру не особо забавной, но довольно неплохой и разнообразной в плане геймплея. К минусам игры была отнесена также однообразная музыка и отсутствие кнопки быстрой стрельбы, из-за чего от постоянных нажатий кнопки быстро устаёт рука[11].
- Другой англоязычный сайт, посвящённый консольным играм 2-5 поколений — Flying Omelette, оценил игру в 2,5/5, назвав Astro Warrior довольно неплохой, похожей на NES-овский Zanac игрой для шутера с всего тремя уровнями. Одним из главных недостатков игрового процесса был назван тот факт, что погибнув, корабль игрока теряет все найденные бонусы, становясь опять медленным, так что на уровнях с высокой сложностью восстановить потерянные бонусы становится абсолютно невозможно[12].
- В рецензии новостного веб-сайта Game Freaks 365 Astro Warrior получила 4,8 баллов из 10, в том числе: 1,5/10 за фактор повторного прохождения (англ. Replay Value), 2/10 за креативность концепта, 5/10 за геймплей, 5,5/10 за графическое оформление и максимальные 10/10 за музыку и звуковые эффекты. По мнению рецензента Game Freaks 365, Astro Warrior является красивым и красочным, но недостаточно разнообразным шутером с замечательными звуковыми эффектами и музыкальным оформлением, ничем особо не выделяющемся на фоне множества игр этого жанра. Как и во многих других отзывах, рецензент упомянул, что погибнув однажды на одном из сложных уровней, шансов наверстать потерянное практически нет[13].
- Специализирующийся на классических приставочных играх англоязычный сайт IMPLANTgames оценил приключения «Звёздного Воина» в 4/10, из которых по 4/10 получили графика и геймплей и 6/10 музыка и звук. Единственным сто́ящим аспектом игры были названы неплохие звуковые эффекты и музыкальное сопровождение. В целом же игра была названа достаточно плохой[14].

## Прочие факты
- Подобный приём — переделывание игр Sega под приключения лягушонка Sapo Xulé, компания Tec Toy уже проделывала в 1994 году с игрой Psycho Fox. Переделанная игра вышла под названием Sapo Xule vs Os Invasores do Brejo[15].